# باول كونينغ
باول كونينغ (بالألمانية: Paul König)‏ هو رجل غواصة ألماني، ولد في 20 مارس 1867 في Rohr, Thuringia ‏ في ألمانيا، وتوفي في 9 سبتمبر 1933 في Gnadau ‏ في ألمانيا.